# Wanda Kosakiewicz
Wanda Kosakiewicz (ukrainien : Ванда Козакевич) dite Marie Olivier au théâtre, est une personnalité d’origine ukrainienne-polonaise, née en 1917 à Kiev et morte en 1989. 

## Biographie

### Famille et éducation
Wanda Kosakiewicz est la fille de Marie Marthe Dangosse et de Victor Kosakiewicz, ingénieur et marchand de bois, domiciliés à L'Aigle dans les années 1930.
Elle fait sa scolarité au collège d'Angoulême.

### Membre de la «famille»
Wanda Kosakiewicz arrive a Paris en 1937.
Elle est mentionnée en tant que Wanda dans les Lettres à Sartre, de Simone de Beauvoir, et en tant que Tania dans les Lettres au Castor et à quelques autres.
Elle faisait partie de la « famille », cercle intellectuel composé essentiellement d'anciens étudiants et centré sur le couple Sartre / Beauvoir.
Tout comme sa sœur Olga Kosakiewicz, elle est la maîtresse de Jean-Paul Sartre, qui faillit l’épouser. Leur relation démarre en 1939 après un an de poursuite de Sartre.
Beauvoir fera mention de la « légère jalousie » de Sartre envers Albert Camus, qui aurait séduit Wanda Kosakiewicz : cette aventure aurait été l'un des événements qui auraient détérioré l'amitié entre les deux hommes.
Sartre écrivit ainsi à Beauvoir pendant l'hiver 1944 : « À quoi pensait Wanda en courant après Camus ? Que voulait-elle de lui ? Est-ce que je n'étais pas beaucoup mieux ? Et si gentil ? Elle devrait faire attention,. »

### Carrière au théâtre
Wanda Kosakiewicz joue comme actrice de théâtre dans Morts sans sépulture, Les Mains sales, Le Diable et le Bon Dieu, Kean, Nekrassov, Les Séquestrés d'Altona. 
Sartre lui donne un petit rôle dans Les Mouches en 1943 et dans Huis clos qu'il écrit pour elle.